# ベニ・メラル＝ヘニフラ地方
ベニ・メラル＝ヘニフラ地方(ベニ・メラル＝ヘニフラちほう、アラビア語：بني ملال - خنيفرة)はモロッコ北部内陸の地方。
面積は約3.3万km2、2014年の人口は約252.1万人。

首府はベニ・メラル。

## 地理
北部内陸に位置し、
- 北：ラバト＝サレ＝ケニトラ地方
- 北東：フェズ＝メクネス地方
- 東～南：ドラア＝タフィラルト地方
- 南西：マラケシュ＝サフィ地方
- 北西：カサブランカ＝セタット地方

に接する。

西部～中部のタドラ平野にはウムエルルビア川が通り農業に向いている。

南部～東部には高アトラス山脈が聳える。
北部には中央アトラス山脈が聳える。

## 歴史
2015年9月、クーリブカ州・ヘニフラ州・メクネス＝タフィラルト地方を合わせて設立された。

## 行政区画

ベニ・メラル＝ヘニフラ地方の県

- アジラル州（英語版）
- ベニ・メラル州（英語版）
- フキレ・ベンヌ・サラ州（英語版）
- ヘニフラ州（英語版）
- クーリブカ州（英語版）

## 交通

### 道路
- A8号線：ベニ・メラル⇔ウェドゼム（英語版）⇔クーリブカ（英語版）⇔ベレチド（英語版）
- 国道8号線：ベニ・メラル⇔ヘニフラ（英語版）⇔マラケシュ・フェズ

### 空港
- ベニ・メラル空港（英語版）：ロイヤル・エア・モロッコが運行

### 鉄道
- ウェドゼム（英語版）⇔クーリブカ（英語版）⇔カサブランカ[5]